# John Golding (Politiker)
John Golding (* 9. März 1931; † 20. Januar 1999) war ein britischer Politiker. Er war Mitglied der Labour Party.

## Biografie
Er erhielt seine Ausbildung an der Chester City Grammar School, der Keele University und der London School of Economics. Später war er bei der Post Office Engineering Union tätig.
1969 wurde er bei einer Nachwahl für den Wahlkreis  Newcastle-under-Lyme ins Unterhaus gewählt. Er war Teil des rechten Parteiflügels und bekämpfte bekannte Vertreter des linken Flügels wie Tony Benn oder Eric Heffer. Er war der Ansicht, diese seien Träumer und hätten keine wirkliche Beziehung zur Arbeiterklasse. 1976 wurde er Unterstaatssekretär für Arbeit im Kabinett von James Callaghan. Dieses Amt hatte er bis zur Abwahl der Labourregierung 1979 inne. 1983 erregte er Aufmerksamkeit, als er in einem Parlamentskomitee mehr als 11 Stunden lang eine Rede hielt. Dabei ging es formell um einen kleinen Änderungsantrag zum Gesetz zur Privatisierung der British Telecom. Durch die Dauerrede gelang es ihm, die Verabschiedung des Gesetzes bis nach den Wahlen von 1983 zu verzögern. Da diese Wahl aber eine klare Mehrheit für die Konservativen ergab, wurde das Gesetz dennoch verabschiedet. Aufgrund von Regeländerungen im Parlament ist es unwahrscheinlich, dass Goldings Rekord gebrochen wird.
Er spielte eine wichtige Rolle im Kampf gegen die Militant Tendency in der Labour Party. Er mobilisierte moderate Kräfte in den Gewerkschaften, um diese entristischen Vorgänge, bei denen sich militante Vertreter in die Partei einschlichen, zu beenden.
1986 schied er auf eigenen Wunsch aus dem Unterhaus aus, um Generalsekretär der National Communications Union zu werden, die abgehaltene Nachwahl gewann seine Frau Llin. Diese behielt den Parlamentssitz bis 2001 und wurde anschließend zur Life Peeress erhoben und zog ins Oberhaus ein.
John Golding starb 1999, seine Schriften wurden 2003 posthum veröffentlicht.

## Schriften
John Golding: Hammer of the Left: Defeating Tony Benn, Eric Heffer and Militant in the Battle for the Labour Party. Politico’s Publishing Ltd, London 2003, ISBN 978-1-84275-079-7